# Прибрежное (Северо-Казахстанская область)
Прибрежное (каз. Прибрежное) — село в Кызылжарском районе Северо-Казахстанской области Казахстана. Административный центр Прибрежного сельского округа. Код КАТО — 595059100.

## Население
В 1999 году население села составляло 1165 человек (567 мужчин и 598 женщин). По данным переписи 2009 года, в селе проживало 1336 человек (665 мужчин и 671 женщина).